# Neoperla silvaeae
Neoperla silvaeae är en bäcksländeart som beskrevs av Peter Zwick 1986. Neoperla silvaeae ingår i släktet Neoperla och familjen jättebäcksländor. Inga underarter finns listade i Catalogue of Life.